# Sum Nung

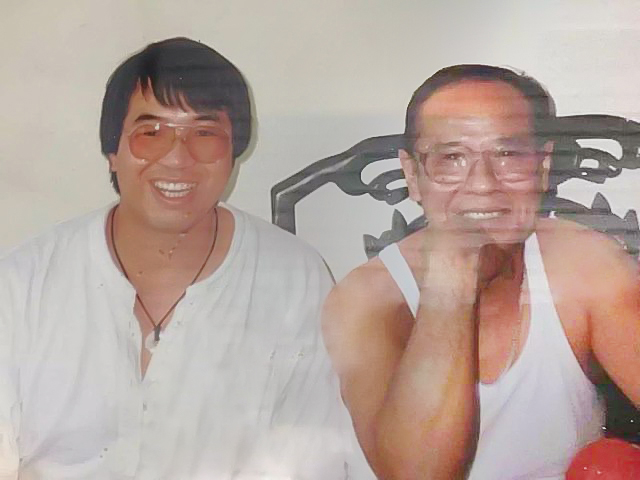
Sum Nung con su discípulo Felix Leong de Australia en los 1984

Sum Nung (nombre real Shum Lung) (岑能) nació en Perú, fue un maestro Sifu de las artes marciales chinas en el estilo Wing Chun, fue unos de los únicos discípulos del reconocido artista marcial Yuen Kay Shan (阮奇山)

## Primeros años
En 1926, el Gran Maestro Sum Nung nació en Perú de padre Chino y de Madre Peruana. Viajó a China con el padre a visitar a su abuela cuando tenía aprox. 7 años.  Durante su visita, Japón atacó a China y fue la 2ª Guerra Mundial. Los japoneses le bombardearon su casa y el padre murió, quedó solo con su abuela. Se dio por terminada la comunicación entre el exterior y China. El Maestro Sum perdió contacto con su madre y su vida acomodada, para vivir pobremente como muchos durante la guerra.
Cuando tenía alrededor de 12 años, fue encomendado a trabajar en el restaurante ‘’Cielo y Mar’’ como aprendiz en el Estado de Foshan. Su vida no era fácil allí, le pegaban y lo humillaban porque era medio Chino y medio Peruano. Se burlaban de su nariz pronunciada y grande.

## Carrera como artista marcial
El chef del restorán se llamaba Cheung Bo era maestro de Wing Chun Kung Fu y comenzó a enseñarle para que se defendiera de sus agresores.
En 1941, el famoso Yuen Kay Shan dueño de grandes propiedades en ese Estado y ganador de mil peleas de muerte, le pidió permiso a Cheung para ensenarle a Sam algunas técnicas más porque vio que tenía talento. Pero Sam viendo que el maestro tenía un físico delgado y bajo dudo de su talento y le respondió que no necesitaba aprender nada de él. Entonces Yuen kay Shan que ensenaba solo porque era su pasión, le hizo una demostración y le dio una pequeña paliza y Sam que quedó convencido de que podría aprender mucho de él y fue su discípulo. Sum Nung desarrolló una gran reputación por la calidad de su Kung Fu él tenía muy a menudo que pelear para defenderse de la discriminación por ser un extranjero, allí reflejaba su personalidad latina y apasionada para ser respetado por los demás contrincantes.
y en 1943 comenzó a enseñar en Foshan en el templo profundo del pueblo a los estudiantes como Sum Jee. A finales de la década de 1940 se trasladó a la ciudad de Guangzhou, donde enseñó Wing Chun a los miembros de varios trabajadores de Uniones locales. En 1947, fue profesor de Wing Chun en la Unión de Guangzhou Maquinaria. Al año siguiente, abrió una clínica de medicinas naturales y fue médico Chino en Daisun Street y dirigía una escuela de artes marciales.

## Afición y filosofía
La diversión de Sam era la pelea de pájaros y decía que él no alimentaba a los pájaros que no servían pelear esa filosofía influyó para elegir a sus estudiantes, también la empleo para aceptar a sus estudiantes como Felix Leong. Sam lo recibió a Felix como lo que era un estudiante talentoso. Porque ya era un maestro de Wing Ching bajo un maestro prestigioso Lai Chi Wa y en el 1977 ganó título siendo Campeón nacional en Australia de Arte Marcial, al siguiente año peleó en Nueva Zelandia y logró ser campeón de pacífico sur.

## Cinematográfica
la película Ip Man 3 de artes marciales de 2015 dirigida por Wilson Yip, producida por Raymond Wong Pak-ming y escrita por Edmond Wong. Es la tercera de la serie de películas basadas en la vida de Ip Man, Gran Maestro del wing chun, y presenta a Donnie Yen en el papel principal. La película también estelariza a Mike Tyson y a Bruce Lee, pupilo de Ip, interpretado por Chan Kwok-Kwan. EL actor Jin Zhang actúa el papel de Sum Nung que es también experto en Wing Chun y un rival de Ip Man fabulosa mente en batallas complejas.

## Legado

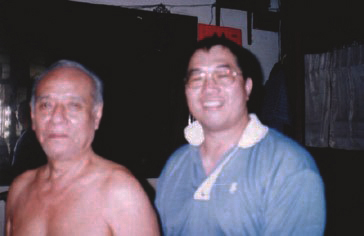
Unas de las últimas fotos de Sum Nung antes de fallecer.

Muchos practicantes de Wing Chun en Guangzhou hoy en día descienden de su rama. Con los años, enseñó en silencio estudiantes cuidadosamente seleccionados. Sum Nung contribuyó a formar a muchos estudiantes sobresalientes que han ayudado a preservar y difundir su estilo en todo el mundo. Algunos de sus muchos estudiantes incluyen Suma Jee, Cheung Chut (hijo de Cheung Bo), Kwok Jin Fen, Leung King-Chiu (Leung Dai Chiu), Dong Chuen Kam, Ngo Lui Kay, Kwok Wah Ping, Lee Chi Yiu, Wong Wah (Tom Wong) también en Australia Felix Leong hasta el día de hoy proyecta el legado de Sum.

## Linaje
| Linaje en Wing Chun                          | |
| Sifu                                         | Yuen Kay Shan (阮奇山) |
| Sum Nung (岑能)                              | |
| estudiantes directos conocidos en China:     | Jee Cheung Chut (hijo de Cheung Bo) Kwok Jin Fen Leung Dai-Chiu (Liang Dazhao) Dong Chuen Kam Ngo Lui-Kay (Ao Leiqi) Kwok Wan-Ping (Guo Yunping) Lee Chi Yiu Wong Wah (Huang Hua, Tom Wong) Teddy Wong |
| estudiantes directos conocidos en Australia: | Felix Leong (Leong Cheok Son) |

Lee Chi-Yiu (Li Zhiyao), Wong Wah (Huang Hua, Tom Wong), as well as Teddy Wong